# Armagedom (álbum)
Armagedom é o quarto álbum de estúdio da banda de rock cristão Katsbarnea, lançado em 1995. Produzido por Paulo Anhaia, o disco foi o último de canções inéditas contando com Brother Simion como vocalista, o qual é autor de todas as faixas.
Os principais hits do disco são as canções "Invasão", que contém oito minutos de duração, "Pra onde você você vai Brother" e "Gênesis", que até hoje é uma das mais conhecidas canções da banda.
Com uma forte influência do rock experimental, Armagedom é considerado por muitos como um dos melhores álbuns do rock cristão nacional.

## Gravação
Armagedom foi gravado no estúdio 43 com produção musical de Paulo Anhaia, que na época trabalhava no estúdio. Em entrevista dada em 2022, Brother Simion contou que a gravação contou com algumas ideias diferentes e captações de efeitos sonoros. Na música "Fariseu", que chegou a contar com a participação de Duca Tambasco, Simion usou um cano PVC para produzir um efeito em sua voz no estúdio. Já em "Invasão", o músico inseriu sons de uma gravação de telefone celular. "Gênesis" contou com uma introdução gravada ao ar livre, com uma conversa de crianças, captada em Atibaia.
Para "Get Out of Babylon", a banda contou com a participação da cantora Jimena. Simion queria vocais encorpados, que tivessem uma influência negra. Mas, segundo ele, Jimena estava tendendo a uma interpretação menos intensa. Para obter o efeito desejado, Brother mordeu Jimena no estúdio. Após um grito da cantora, o cantor disse que queria uma interpretação como aquela.

## Lançamento
| Críticas profissionais | Críticas profissionais |
| Avaliações da crítica  | Avaliações da crítica  |
| Fonte                  | Avaliação              |
| ---------------------- | ---------------------- |
| O Propagador           | [ 7 ]                  |
| Super Gospel           | [ 8 ]                  |

O álbum foi lançado em 1995, com distribuição da gravadora Gospel Records. A análise retrospectiva da crítica aclamou Armagedom. Para o guia discográfico do O Propagador, Armagedom possui "forte teor experimental, e letras evangelísticas, mesclando humor, além de mensagens apocalípticas – algo que se tornaria recorrente nas composições de Simion". Já Tiago Abreu, em texto para o Super Gospel, definiu o projeto como "um dos melhores discos de rock cristão do Brasil".

## Legado
Em 2015, Armagedom foi considerado, por vários historiadores, músicos e jornalistas, como o 23º maior álbum da música cristã brasileira, em uma publicação dirigida pelo Super Gospel. Mais tarde, foi eleito pelo mesmo portal o 2º melhor álbum da década de 1990.

## Faixas
A seguir lista-se as faixas, compositores e durações de cada canção de Armagedom, segundo o encarte do disco.
| N.º            | Título                       | Compositor(es)                     | Duração |  |
| 1.             | "Invasão"                    | Brother Simion e Estevam Hernandes | 8:30    |  |
| 2.             | "Alegria"                    | Brother Simion e Estevam Hernandes | 4:05    |  |
| 3.             | "Gênesis"                    | Brother Simion e Estevam Hernandes | 6:59    |  |
| 4.             | "Armagedom"                  | Brother Simion e Estevam Hernandes | 5:30    |  |
| 5.             | "Pra Onde Você Vai Brother?" | Brother Simion e Estevam Hernandes | 4:52    |  |
| 6.             | "Intervalo"                  | Katsbarnea                         | 0:36    |  |
| 7.             | "Do Céu"                     | Brother Simion e Estevam Hernandes | 4:28    |  |
| 8.             | "Crack - Atos 4:11"          | Brother Simion e Estevam Hernandes | 3:03    |  |
| 9.             | "Palavras Simples"           | Brother Simion e Estevam Hernandes | 3:51    |  |
| 10.            | "Fariseu"                    | Brother Simion e Estevam Hernandes | 4:58    |  |
| 11.            | "Get Out of Babylon"         | Brother Simion                     | 4:00    |  |
| 12.            | "Ele Virá"                   | Katsbarnea                         | 4:26    |  |
| Duração total: | Duração total:               | Duração total:                     | 55:25   |  |

## Ficha técnica
A seguir estão listados os músicos e técnicos envolvidos na produção de Armagedom:
Banda
- Brother Simion - vocal, guitarra, harmônica, piano, teclado
- Déio Tambasco - guitarra, violão, vocal de apoio
- Jadão Junqueira - baixo
- Flávio Benez - bateria, percussão
- Giovani Bon - teclado, piano, vocal de apoio

Músicos convidados
- Paulo Anhaia - produção musical, arranjos, vocal de apoio nas músicas "Gênesis" e "Palavras Simples"
- Duca Tambasco - vocal operístico em "Fariseu"
- Jimena - vocal em "Get Out Of Babylon"
- Samuel - sax alto, saxofone soprano
- Marquinhos - trombone
- Luciano - trompete, flugel
- Flores - trompete
- Esdras Gallo - saxofone soprano na canção "Palavras Simples"